# Gottlob Friedrich Lipps
Gottlob Friedrich Lipps (Albersweiler, 6 de agosto de 1865 — Zurique, 9 de março de 1931) foi um matemático, filósofo e psicólogo alemão.
A sua tese de 1888 Die logischen Grundlagen des mathematischen Funktionsbegriffs foi orientada por Wilhelm Wundt e Sophus Lie.

## Obras
- Die logischen Grundlagen des mathematischen Funktionsbegriffs. 1888
- Grundriß der Psychophysik, 1899; 3. A. 1908
- Untersuchungen über die Grundlagen der Mathematik Philosophische Studien IX–XII
- Die Theorie der Kollektivgegenstände 1902
- Die Maßmethoden der experimentellen Psychologie 1904
- Die psychischen Maßmethoden 1906
- Mythenbildung und Erkenntnis 1907
- Grundriß der Psychophysik 3. A. 1908
- Weltanschauung und Bildungsideal 1911